# Cantata cafelei

Schweigt stille, plaudert nicht („Liniștește-te, nu mai vorbi”), BWV 211, cunoscută și sub numele de Cantata cafelei, este o cantată profană scrisă de Johann Sebastian Bach. A compus-o, probabil, între anii 1732 și 1735. Deși este clasificată ca o cantată, în esență este o operă comică în miniatură. Printr-un comentariu satiric, cantata povestește în mod amuzant despre dependența de cafea.

## Istorie și text
Bach a condus cu regularitate un ansamblu muzical cu sediul la Cafeneaua lui Zimmermann, numit collegium musicum, fondat de Georg Philipp Telemann în 1702. Libretul sugerează că germanii din secolulul al XVIII-lea considerau consumul de cafea ca fiind un obicei rău. Cu toate acestea, lucrarea este posibil să fi fost interpretată prima oară la cafeneaua din Leipzig.
Libretul cantatei (scris de Christian Friedrich Henrici, cunoscut sub numele de Picander) conține replici precum „Dacă nu mi-ar fi dată voie să-mi beau micuța ceașcă de cafea, de trei ori pe zi, în suferința mea m-aș transforma într-o friptură zbârcită de capră".
Bach nu a scris-o ca pe o operă: cantata a fost scrisă pentru concert, dar astăzi este frecvent pusă în scenă cu costume.
În România, Cantata cafelei a fost pusă în scenă de regizoarea Anca Mihuț, de studenții de la Academia de Muzică „Gheorghe Dima”, în cadrul Festivalului clujean „La Stravaganza” din anul 2013.

## Aparatul vocal-instrumental
Lucrarea este scrisă pentru trei soliști vocali în rolurile:
- Naratorul, tenor
- Schlendrian (literal: „Băț în Noroi”), bas
- Lieschen, fiica lui, soprană.

Orchestra este formată din flauto traverso, două viori obligato, violă, clavecin și basso continuo.

## Mișcări
| Mișcarea | Titlu                                              | Personaje               | Rezumat |
| -------- | -------------------------------------------------- | ----------------------- | --- |
| 1        | Recitativ: Schweigt stille                         | Naratorul               | Naratorul spune publicului să facă liniște și să acorde atenție, înainte de a-i prezenta pe Schlendrian și Lieschen.                                                                                          |
| 2        | Aria: Hat man nicht mit seinen Kindern             | Schlendrian             | Schlendrian cântă cu dezgust despre cum fiica lui refuză să-l asculte, chiar și dacă îi spune de 100.000 de ori.                                                                                              |
| 3        | Recitativ: Du böses Kind                           | Schlendrian și Lieschen | Schlendrian își roagă din nou fiica să se oprească din a consuma cafea, Lieschen răspunzânu-i sfidător să se calmeze.                                                                                         |
| 4        | Aria: Ei! Wie schmeckt der Kaffee süße             | Lieschen                | Lieschen cântă un cântec de dragoste pentru cafea. |
| 5        | Recitativ: Wenn du mir nicht den Kaffee läßt       | Schlendrian și Lieschen | Schlendrian începe să îi dea ultimatumuri fiicei sale, amenințând să-i ia mâncarea, hainele și alte plăceri. Pare că lui Lieschen nu îi pasă.                                                                 |
| 6        | Aria: Mädchen, die von harten Sinnen               | Schlendrian             | În acest monolog cântat, Schlendrian încearcă să își dea seama care e punctul slab al fiicei sale, pentru ca să o facă să nu mai vrea să bea cafea vreodată                                                   |
| 7        | Recitativ: Nun folge, was dein Vater spricht!      | Schlendrian și Lieschen | Schlendrian amenință că nu își va lăsa fiica să se căsătorească dacă aceasta nu reușește să renunțe la cafea. Lieschen se răzgândește brusc.                                                                  |
| 8        | Aria: Heute noch, lieber Vater                     | Lieschen                | Lieschen îi multumește tatălui ei pentru că s-a oferit să-i găsească un soț și promite să renunțe la cafea, dacă poate să aibă un iubit în schimb.                                                            |
| 9        | Recitativ: Nun geht und sucht der alte Schlendrian | Naratorul               | Naratorul afirmă că, în timp ce Schlendrian iese pentru a găsi un soț pentru fiica sa, Lieschen, în secret, spune potențialilor pețitori că trebuie să o lase să bea cafea dacă vor să se căsătorească cu ea. |
| 10       | Trio: Die Katze läßt das Mausen nicht              | Tutti                   | Toate personajele cântă morala poveștii: „consumul de cafea e natural”. |

## Înregistrări
- Orchestră & Cor baroc din Amsterdam, Ton Koopman. J. S. Bach: Cantate Complete Vol. 4. Antoine Marchand, 1996.